# 小林誠 (医学者)
小林 誠（こばやし せい）は、日本の医師、医学者（生理学）。医学博士（九州大学・1988年）。山口大学大学院医学研究科教授。

## 概要

### 生い立ち
沖縄県出身。九州大学の医学部で医学を学ぶ。1979年、アメリカ合衆国のEducational Commission for Foreign Medical Graduatesにより医師免許を取得した。1980年、九州大学医学部医学科を卒業し同大学付属病院の循環器内科に入局する。これにより、在学中に日本とアメリカ合衆国双方の医師免許を持つに至る。

### アメリカ合衆国時代
大学卒業とともに、九州大学の医学部にて循環器内科に入局した。その後、アメリカ合衆国に渡り、1986年よりペンシルベニア大学のペンシルベニア筋肉研究所にて助手として勤務する。2年後の1988年には、同大学の助教授に昇任し、主として生理学を担当する。同年7月 九州大学より医学博士号を得る。論文の題は 「Cytosolic-free calcium transients in cultured vascular smooth muscle cells : : microfluorometric measurements(培養血管平滑筋細胞細胞質自由カルシウム濃度変化の顕微鏡蛍光測定法の開発 :)」。1989年にはバージニア大学に転じ、同じく生理学を担当する助教授となった。また、内科学として特に循環器病学の担当も兼任していた。

### 日本に帰国後
1990年、母校である九州大学に戻り、医学部附属心臓血管研究施設にて臨床細胞科学部門を受け持つ助教授に着任した。
1996年には山口大学に移り、同大学の大学院にて医学研究科の教授に就任し、応用医工学系のデジタル情報制御医科学やデジタル細胞制御学などを講じている。また、医学部医学科の教授も兼任し、器官制御医科学や分子細胞生理学などを講じた。研究テーマとして「血管病の撲滅!」を掲げ、学究活動に従事し続けている。

## 研究・小林式EPAの開発
専門は生理学であり、特に血管に関連する疾病に関する研究を続けている。かつて、ニトログリセリンが血管細胞のカルシウムイオン濃度を低下させる基本的なメカニズムを発見し、1985年に『サイエンス』誌上で発表した。また、血管の異常収縮（血管攣縮）についての詳しいメカニズムを世界で初めて解明し、スフィンゴシルホスホリルコリンといった原因分子群を同定した。さらに、血管の異常収縮（攣縮）を特異的に阻害できる物質について研究を進め、EPA（エイコサペンタエン酸）が血管の異常収縮を阻害する効果を持つことを世界で初めて突き止めた。また、EPAの分子構造によって血管の異常収縮の抑制効果に差があることも発見し、食品会社とともに、血管の異常収縮を顕著に抑制する構造体を持った「小林式EPA」を見出した。この発見で「血管病予防に効果を有する食品組成物」として特許も取得している。

## 受賞
- 2008年、中小企業庁より産学官連携事業における成功事例として表彰[要出典]。
- 2013年、公益社団法人発明協会より発明協会会長奨励賞を受賞[5]。